# Julia Grünwald
Julia Grünwald (* 25. Oktober 1991 als Julia Dygruber) ist eine ehemalige österreichische Skirennläuferin. Sie gehörte zuletzt dem B-Kader des Österreichischen Skiverbandes (ÖSV) an. Ihre stärksten Disziplinen waren der Slalom und der Riesenslalom. Ihre jüngere Schwester Michaela Dygruber war ebenfalls Skirennläuferin.

## Biografie
Julia Grünwald stammt aus Rußbach im Land Salzburg. Sie besuchte die Skihotelfachschule und die Höhere Lehranstalt für Tourismus in Bad Hofgastein, wo sie 2011 maturierte. Im Januar 2008 nahm sie erstmals an FIS-Rennen teil, den ersten Sieg feierte sie am 7. Dezember 2009 in einem Slalom in Sölden. Nach weiteren guten Ergebnissen bei FIS-Rennen wurde sie 2010 in den B-Kader des Österreichischen Skiverbandes aufgenommen. Nachdem sie im Dezember 2010 einen Knöchelbruch erlitten hatte und sieben Wochen pausieren musste, startete sie ab Februar 2011 im Europacup. Sie konnte sich von Beginn an in den Punkterängen platzieren und erreichte am 11. März als Zweite des Riesenslaloms von La Molina ihren ersten Podestplatz. Zunächst blieb dies ihr mit Abstand bestes Europacupresultat, weitere Top-10-Platzierungen gelangen ihr erst in der Saison 2012/2013. 
Am 29. Dezember 2011 kam Grünwald im Slalom von Lienz zu ihrem ersten Start im Weltcup, schied jedoch im ersten Durchgang aus. In den zwei folgenden Wintern hatte Grünwald kaum nennenswerte Erfolge vorzuweisen. Dies änderte sich zu Beginn des Winters 2014/15, als sie in Hemsedal erstmals ein Europacuprennen gewann. Am 29. Dezember 2014 konnte sie im Slalom von Kühtai als 14. zum ersten Mal Weltcuppunkte gewinnen. Ihr bestes Weltcupresultat erzielte sie mit einem zehnten Platz im Slalom von Flachau am 15. Jänner 2016. Die Disziplinenwertung schloss sie in dieser Saison auf Rang 25 ab. Im März 2017 kürte sie sich am Hochkar zur österreichischen Meisterin im Slalom. 
Am 7. Mai 2018 gab sie aufgrund von Knieproblemen ihren Rücktritt vom Leistungssport bekannt.

## Erfolge

### Weltcup
- 1 Platzierung in den besten 15

### Weltcupwertungen
| Saison  | Gesamt | Gesamt | Slalom | Slalom |
| Saison  | Platz  | Punkte | Platz  | Punkte |
| ------- | ------ | ------ | ------ | ------ |
| 2014/15 | 95.    | 18     | 40.    | 18     |
| 2015/16 | 71.    | 72     | 25.    | 72     |
| 2016/17 | 81.    | 50     | 28.    | 50     |
| 2017/18 | 98.    | 26     | 40.    | 26     |

### Europacup
- Saison 2014/15: 10. Slalomwertung
- Saison 2015/16: 4. Slalomwertung
- 6 Podestplätze, davon 1 Sieg:

| Datum            | Ort      | Land     | Disziplin |
| ---------------- | -------- | -------- | --------- |
| 4. Dezember 2014 | Hemsedal | Norwegen | Slalom    |

### Weitere Erfolge
- Österreichische Meisterin im Slalom 2017
- 11 Siege in FIS-Rennen